# Speckgraben
Der Speckgraben, in amtlichen topografischen Karten Abzugsgraben, ist ein Graben auf der Havelinsel Töplitz im Landkreis Potsdam-Mittelmark.

## Lage
Der Speckgraben liegt auf der Havelinsel Töplitz und entspringt in den Torfstichseen in Alt-Töplitz und zieht sich teilweise stark versumpft durch den Mittelbruch (eine eiszeitliche Rinne) in Neu-Töplitz hindurch. Dann weiter durch ein Waldgebiet, wo er durch das Tal von Speckberg und Heidberg auf der rechten Seite und Neuen Weinberg auf der linken Seite fließt. Hinter der Speckdammbrücke fließt der Graben weiter über Wiesen bis hin zur Mündung im Sacrow-Paretzer Kanal. Insgesamt hat der Graben eine Länge von 2,5 km. Früher zog sich der Graben noch von den Torfstichseen zwischen den Orten Neu-Töplitz und Alt-Töplitz über den heutigen Sportplatz, weiter durch den Seeke bis in die Havel hin. Jedoch wurde durch den Bau des Sportplatzes und den Ausbau von Alt-Töplitz der Graben an dieser Stelle trockengelegt. Man erkennt noch einen stark versumpften Arm des Grabens von der Havel bis in den Seeken rein.

## Nutzung
Früher wurden in den Torfstichseen, im Mittelbruch und an weiteren Orten, wo sich der Graben durchzieht, Torf und Ton abgebaut. Mithilfe des Grabens wurden dann diese Abbauprodukte per Kähne transportiert. Dazu wurde der Speckgraben vorerst ausgebaut und begradigt. Nun hat der Speckgraben die Aufgabe, die Wiesen und Sümpfe, die sich am Graben befinden, zeitweise zu überfluten oder trockenzulegen. Dies wird mit einer Schleuse an der Mündung zum Sacrow-Paretzer Kanal reguliert.

## Natur
Am Ende der Abbauzeit von Torf und Ton holte sich die Natur rasch die Uferzonen des Speckgrabens wieder und es entstand eine Naturlandschaft mit einer außergewöhnlichen Artenvielfalt. Die Abbaulöcher füllten sich durch Grundwasser auf und wurden zu kleinen Teichen und Seen mit zahlreichen Fischen und anderen Wassertieren, außerdem entstand ein Sumpfgebiet, in dem viele Amphibien ein sicheres Rückzugsgebiet fanden. Das Gebiet am Graben steht heute unter Naturschutz.

## Speckdammbrücke
Die Speckdammbrücke ist eine Holzbrücke am unteren Verlauf des Grabens. Über die Brücke verläuft der Töplitzer Radweg F3,1 und die Speckdammbrücke wird auch als Autobrücke genutzt, sie ist außerdem wichtig für die Landwirtschaft. In früheren Zeiten war die Brücke wichtig für die Bewohner des Dorfes Göttin am Göttinsee, denn der Speckdamm mit der Speckdammbrücke war der einzige Zugang zum Ort, jedoch heute besteht ein weiterer Weg nach Göttin. Die Brücke wurde mehrmals restauriert. Sie ist eine von drei Überquerungen von dem Speckgraben.